# Skřivánek (Středolabská tabule)
Skřivánek (244 m n. m.) je vrch v okrese Nymburk Středočeského kraje. Leží asi 1,5 km jihozápadně od obce Mochov, na katastrálním území obce Vykáň.

## Geomorfologické zařazení
Geomorfologicky vrch náleží do celku Středolabská tabule, podcelku Českobrodská tabule a okrsku Čakovická tabule.